# Taekwondo nos Jogos da Lusofonia de 2009
O taekwondo nos Jogos da Lusofonia de 2009 foi disputado na Sala Tejo do Pavilhão Atlântico em Lisboa, Portugal. No total foram realizados 8 eventos nos dias 16 e 17 de julho de 2009.

## Calendário
| Taekwondo | Julho | Julho | Julho | Julho | Julho | Julho | Julho | Julho | Julho | Julho |
| Taekwondo | 10    | 11    | 12    | 13    | 14    | 15    | 16    | 17    | 18    | 19    |
| --------- | ----- | ----- | ----- | ----- | ----- | ----- | ----- | ----- | ----- | ----- |
| Masculino |       |       |       |       |       |       | 2     | 2     |       |       |
| Feminino  |       |       |       |       |       |       | 2     | 2     |       |       |

|  | Dia de competição |  | Dia de final |

## Medalhistas

### Masculino
| Evento         | Ouro                     | Prata                    | Bronze                                             |
| -------------- | ------------------------ | ------------------------ | -------------------------------------------------- |
| Até 58 kg      | POR Pedro Miguel Póvoa   | MOZ Nicolau Noé Sambo    | MAC Cheong Chi Kin STP Lainel Lomba Fernandes      |
| Até 68 kg      | IND Chandan Lakra        | POR José Pedro Fernandes | STP José Moreira Miranda ANG Makila Carlos Mawungo |
| Até 80 kg      | STP Eloy Boa Morte       | BRA Henrique Moura       | IND Rajan Anand Pandia POR Jean Michel Fernandes   |
| Acima de 80 kg | BRA José Kuntgner Júnior | MAC Chen Zhi Quan        | POR Carlos Manuel Adão SRI Gayan Kumara Galuge     |

### Feminino
| Evento         | Ouro                  | Prata                     | Bronze                                                |
| -------------- | --------------------- | ------------------------- | ----------------------------------------------------- |
| Até 49 kg      | BRA Fernanda Silva    | IND Kavita Devi Jangam    | MAC Justina Lei POR Márcia Filipa Silva               |
| Até 57 kg      | POR Ana Rita Lopes    | BRA Natália Pires         | IND Sherol Fernandes STP Jenice Vaz Pontes            |
| Até 67 kg      | BRA Raphaella Pereira | STP Nilza da Costa Alegre | ANG Sandra Solange dos Santos António IND Rashmi Naik |
| Acima de 67 kg | MAC Wang Junnan       | POR Ana Patrícia Santos   | BRA Hellorayne Paiva IND Reema Aranha                 |

## Quadro de medalhas
| Ordem | País                    | Medalha de ouro | Medalha de prata | Medalha de bronze | Total |
| ----- | ----------------------- | --------------- | ---------------- | ----------------- | ----- |
| 1     | BRA Brasil              | 3               | 2                | 1                 | 6     |
| 2     | POR Portugal            | 2               | 2                | 3                 | 7     |
| 3     | IND Índia               | 1               | 1                | 4                 | 6     |
| 4     | STP São Tomé e Príncipe | 1               | 1                | 3                 | 5     |
| 5     | MAC Macau               | 1               | 1                | 2                 | 4     |
| 6     | MOZ Moçambique          | 0               | 1                | 0                 | 1     |
| 7     | ANG Angola              | 0               | 0                | 2                 | 2     |
| 8     | SRI Sri Lanka           | 0               | 0                | 1                 | 1     |
| Total | Total                   | 8               | 8                | 16                | 32    |